# De røde enge
De røde enge er en dansk film fra 1945. Det er en besættelses-film om en modstandsgruppe, der finder ud af, at der er en stikker iblandt dem.
Filmen blev ved Cannes Filmfestival i 1946 tildelt Den Gyldne Palme.
- Manuskript Leck Fischer efter Ole Juuls debutroman af samme navn.
- Instruktion Bodil Ipsen og Lau Lauritzen jun.

Blandt de medvirkende kan nævnes:
- Poul Reichhardt
- Per Buckhøj
- Gyrd Løfqvist
- Kjeld Jacobsen
- Preben Kaas
- Karl Jørgensen
- Lisbeth Movin
- Lau Lauritzen jun.
- Preben Neergaard
- Bjørn Watt Boolsen
- Preben Lerdorff Rye
- Freddy Koch
- Bjørn Spiro
- Einar Juhl
- Mogens Brandt
- Peer Guldbrandsen